# Flush
Pour les articles homonymes, voir Flush (homonymie).
Publié en 1933, Flush (titre original Flush: A Biography) est moins un roman de Virginia Woolf qu'une biographie fictive de la poétesse Elizabeth Barrett Browning vue par son cocker.
Écrit après qu'elle a achevé Les Vagues (The Waves), une œuvre chargée d'émotion, ce roman permet à V. Woolf de renouer avec les considérations imaginaires sur l'histoire anglaise qu'elle avait initiées avec Orlando (Orlando: A Biography) et auxquelles elle reviendra dans Entre les Actes (Between the Acts).

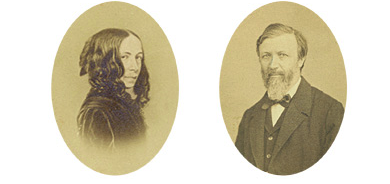
Elizabeth Barrett et Robert Browning, protagonistes principaux du roman de Virginia Woolf.

L'ouvrage est paru pour la première fois en français dans la Revue des deux mondes en novembre et décembre 1934 sous le titre Vie de Flush, soit très peu de temps après la version originale, avant d'être publié chez Delamain et Boutelleau en 1935.

## Résumé
Elevé à Three Mile Cross dans la campagne anglaise de Reading dans le Berkshire, la vie du jeune cocker Flush se trouve bouleversée lorsque sa maîtresse Miss Mitford, le donne à son amie la poétesse Elizabeth Barrett. Celle-ci, malade, vit recluse dans la chambre de derrière au 50 Wimpole Street, en plein cœur de Londres. Alors qu'il n'est encore qu'un chiot, Flush va découvrir une nouvelle vie loin des lapins de sa jeunesse, mais au plus près des aventures de sa nouvelle maîtresse qui le conduiront jusqu'en Italie.

## Commentaires
Dans son récit, l'auteur expérimente avec perspicacité mais aussi beaucoup d'humour la verbalisation d'émotions et de considérations philosophiques par le cocker Flush. Ainsi, dans Flush V. Woolf s'intéresse aux barrières que le langage crée entre l'homme et l'animal, mais qui peuvent être dépassées par des actes symboliques.

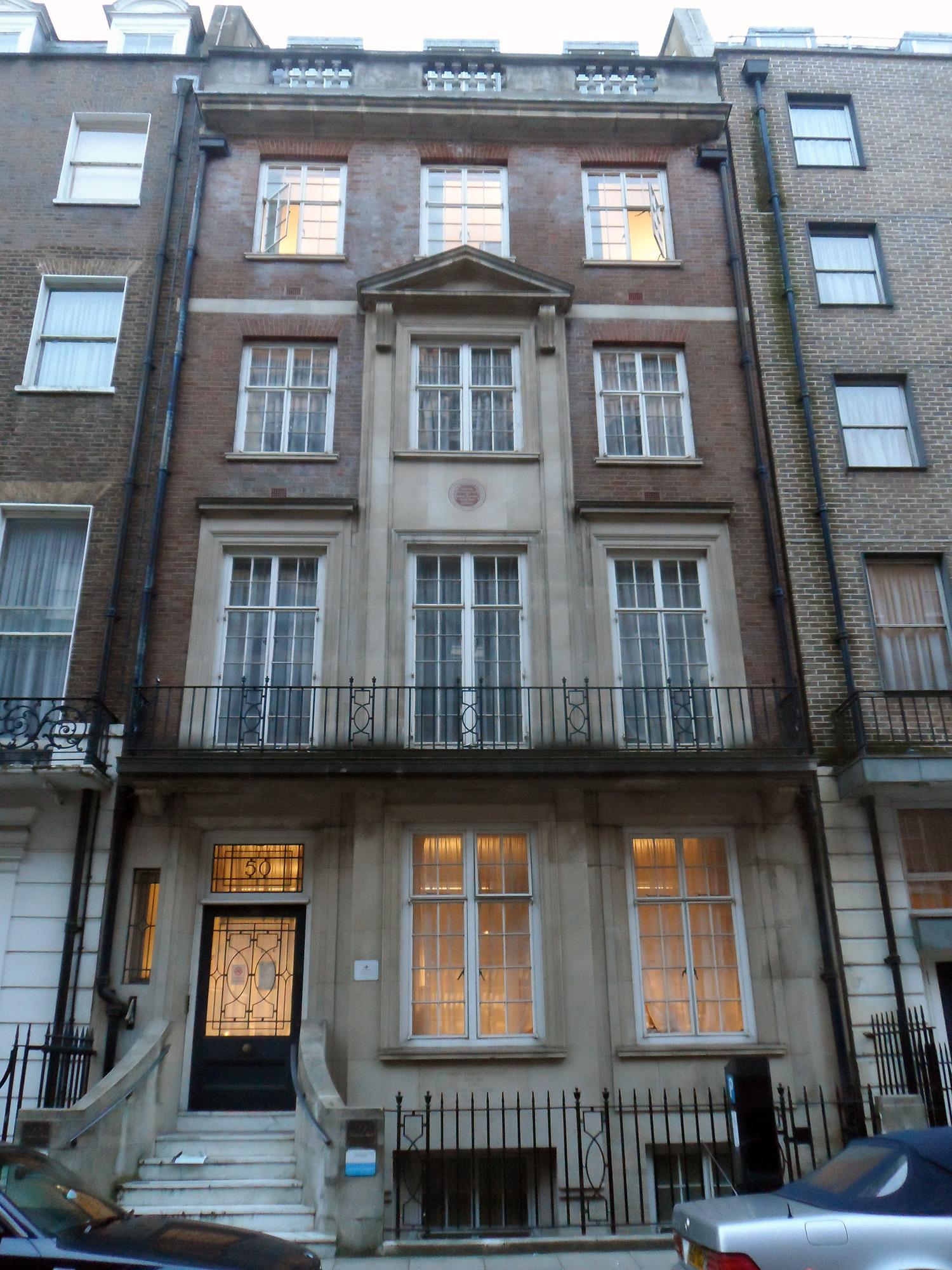
Le 50 Wimpole Street à Londres où vécut Flush chez la famille Barrett.

Entre la poétesse Elizabeth Barrett Browning et son chien Flush s'établit un lien émotionnel et spirituel qui leur permet de se comprendre mutuellement malgré la barrière linguistique qui les sépare. Pour Flush, la pensée poétique se résume au sens de l'odorat, tandis que pour Elizabeth, la poésie ne peut se passer des mots. Il s'agit d'une analyse moderniste de vie citadine vue à travers les yeux d'un chien et d'une critique acerbe du mode de vie à l'époque victorienne, qui passe pour non naturel tout particulièrement en plein cœur de Londres. Le personnage y est figuré comme l'homologue d'autres femmes intellectuelles, qui comme Virginia Woolf elle-même souffraient de maladies, feintes ou réelles, faisant partie intégrante de leur vie de femmes écrivains.

## Éditions
Édition originale anglaise
- Virginia Woolf, Flush: a biography, London, Hogarth Press, 1933.

Éditions en français
- Virginia Woolf, Flush : une biographie, traduit de l'anglais par Charles Mauron, Paris : Delamain et Boutelleau, 1935 ; Préface de Louis Gillet. Paru dans la Revue des deux mondes le 15 novembre, 1er et 15 décembre 1934, sous le titre  Vie de Flush ». Rééditions Stock, 1979 ; LGF, Le Livre de Poche/Biblio no  3069, 1987.  Plus récemment réédition avec une préface de David Garnett, Le Bruit du temps, 2010.
- Virginia Woolf, Flush : biographie, traduit de l'anglais par Catherine Bernard, dans Œuvres romanesque, tome II, Gallimard, « Bibliothèque de la Pléiade », 2012.